# Guerra di successione siriaca
La guerra di successione siriaca fu uno scontro avvenuto circa nel 280/279 a.C. tra Antioco I Sotere e Tolomeo II Filadelfo. Si conoscono pochi dettagli sulla vicenda, ma sappiamo che lo scontro fu causato dal fatto che dopo la morte di Seleuco I Nicatore, Antioco I cercò di proteggere la parte nord-occidentale del Medio Oriente dall'espansione egizia di Tolomeo II.